# 似原吸鳅
似原吸鳅（学名：Paraprotomyzon multifasciatus）为平鳍鳅科似原吸鳅属的鱼类，是中国的特有物种。分布于长江上游、珠江的红水河和南盘江等。该物种的模式产地在四川夔州。
其种加词“multifasciatus”意为“多带的”。